# Pireneísmo

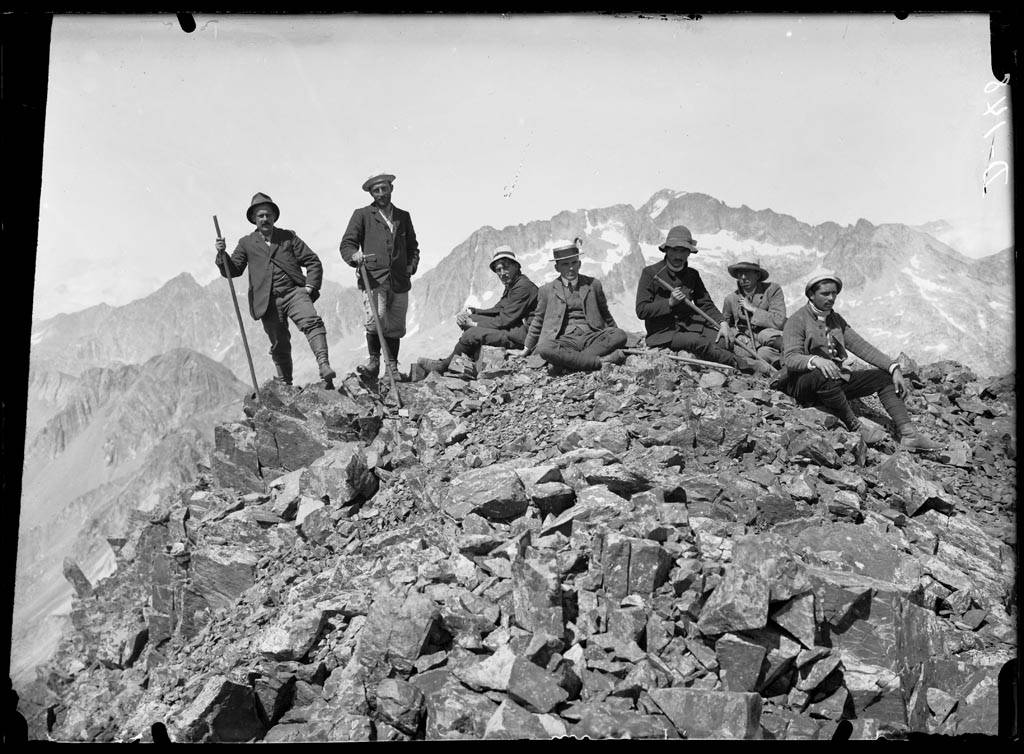
Grupo de pirineistas españoles, franceses e ingleses en los Picos del Infierno, en 1909.

El pireneísmo o pirineísmo (en catalán: pirineisme, en euskera: pirineistak, en francés: pyrénéisme) es la práctica consistente en la ascensión de los Pirineos. La persona que realiza el pireneísmo se denomina pireneísta o pirineísta.
La palabra fue acuñada por Henri Béraldi en 1898, apareciendo por primera vez en su obra Cien años en los Pirineos, donde es descrito por Béraldi como «el ideal del pirineista es saber al mismo tiempo subir, escribir y sentir». Relacionado intrínsecamente con el apogeo del movimiento romántico en Europa y el creciente desarrollo del turismo termal en España y Francia, el pirineísmo alcanzó su punto álgido durante el siglo XIX, antes de decaer y convertirse en una práctica mucho más reservada durante los siglos XX y XXI.
Al contrario que el alpinismo, otro deporte que toma su nombre de un macizo montañoso, en este caso los Alpes, el pirineísmo se desmarca de este ya que otorga a la gesta un carácter mucho más intelectual, cultural y emocional, dando lugar a una literatura particular. Por ejemplo, el poeta y escritor Jacinto Verdaguer recorrió el macizo del Canigó hasta la Maladeta entre 1882 y 1883 para ambientarse y documentarse durante la redacción de su poema épico Canigó.

## Definiciones
No fue hasta el último cuarto del siglo XX cuando la palabra apareció por primera vez en los diccionarios de lengua francesa, siempre reflejada como una variante del montañismo practicada en la cordillera de los Pirineos. El lingüista y lexicógrafo Alain Rey atribuye en el Le Grand Robert de la Langue Française (2001) su invención a Henri Béraldi, aunque la define únicamente como el «alpinismo practicado en los Pirineos».
Paul Bessière, en su obra El Alpinismo, indica que no es más que otra excepción al sustantivo alpinismo, expresando que «los especialistas pueden hablar de pirineísmo, himalayismo, andinismo, pero todo es lo mismo: escalar montañas por sus paredes, por sus crestas o combinando ambas».
En español, el vocablo Pireneísmo está recogido en el Diccionario de la lengua española de la Real Academia Española, donde es descrito como el «deporte que consiste en la ascensión a los montes Pirineos». No obstante, dicha definición está desprovista del aspecto más intelectual y cultural relacionado con su práctica, al contrario que su homólogo en el Diccionario de la lengua catalana del IEC, donde sí se recoge su finalidad cultural y científica. En el resto de diccionarios en catalán, el término no está presente (Diccionari català-valencià-balear-Diccionario Alcover-Moll, Gran Diccionario de la Lengua Catalana y Diccionari normatiu valencià).

## Pireneísmo en España
La comunidad autónoma pionera en la exploración y descripción de la cordillera pirenaica fue Cataluña. Sus orígenes se remontan a 1891, año de la fundación del Centro Excursionista de Cataluña (CEC), fruto de la fusión de la Asociación Catalanista de Excursiones Científicas y la Associació d'Excursions Catalana. Sus integrantes fueron los primeros en España en unir la afición deportiva con un aspecto mucho más científico y cultural.
Artur Osona i Formentí, miembro del CEC, fue el autor de la primera guía de montaña catalana en 1879, dedicando especial estudio a los Pirineos catalanes. Otras áreas orográficas catalanas, como el Valle de Arán o las comarcas de la Alta Ribagorza y Ripollés, también fueron estudiadas por los pirineístas Cèsar August Torras y Juli Soler i Santaló. Este último fue además el artífice del refugio de la Renclusa, en la vertiente norte del macizo de la Maladeta, y dejó para la posteridad una amplia colección de reseñas y un abundante material fotográfico que dieron a conocer la práctica del pirineísmo en el resto del territorio.
Luis Mariano Vidal realizó la primera ascensión por la cara sur de la Pica d'Estats, pico más alto de Cataluña, en 1893. Otra figura destacada fue Jaume Oliveras i Brossa, conocido por su ascenso en esparteñas al Aneto en 1906. No obstante, el princial pireneísta de la primera mitad del siglo XX fue Lluís Estasen i Pla, considerado el padre de la escalada moderna pirenaica. Introductor de los crampones y el piolet en España y apasionado del esquí, recorrió todos los Pirineos, con especial interés en Pedraforca, Montserrat y las principales cimas de la cordillera, plasmando sus itinerarios en varias guías publicadas por el Centro Excursionista de Cataluña.
En 1945, el Consejo Superior de Investigaciones Científicas (CSIC) inicia la publicación periódica de su revista Pirineos, activa a día de hoy.

## Pirineistas destacados

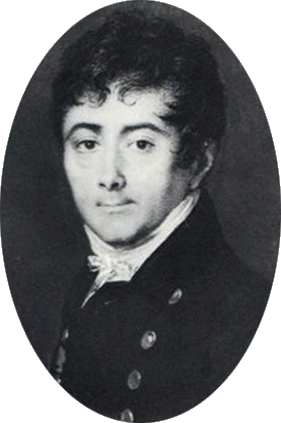
Louis Ramond de Carbonnières
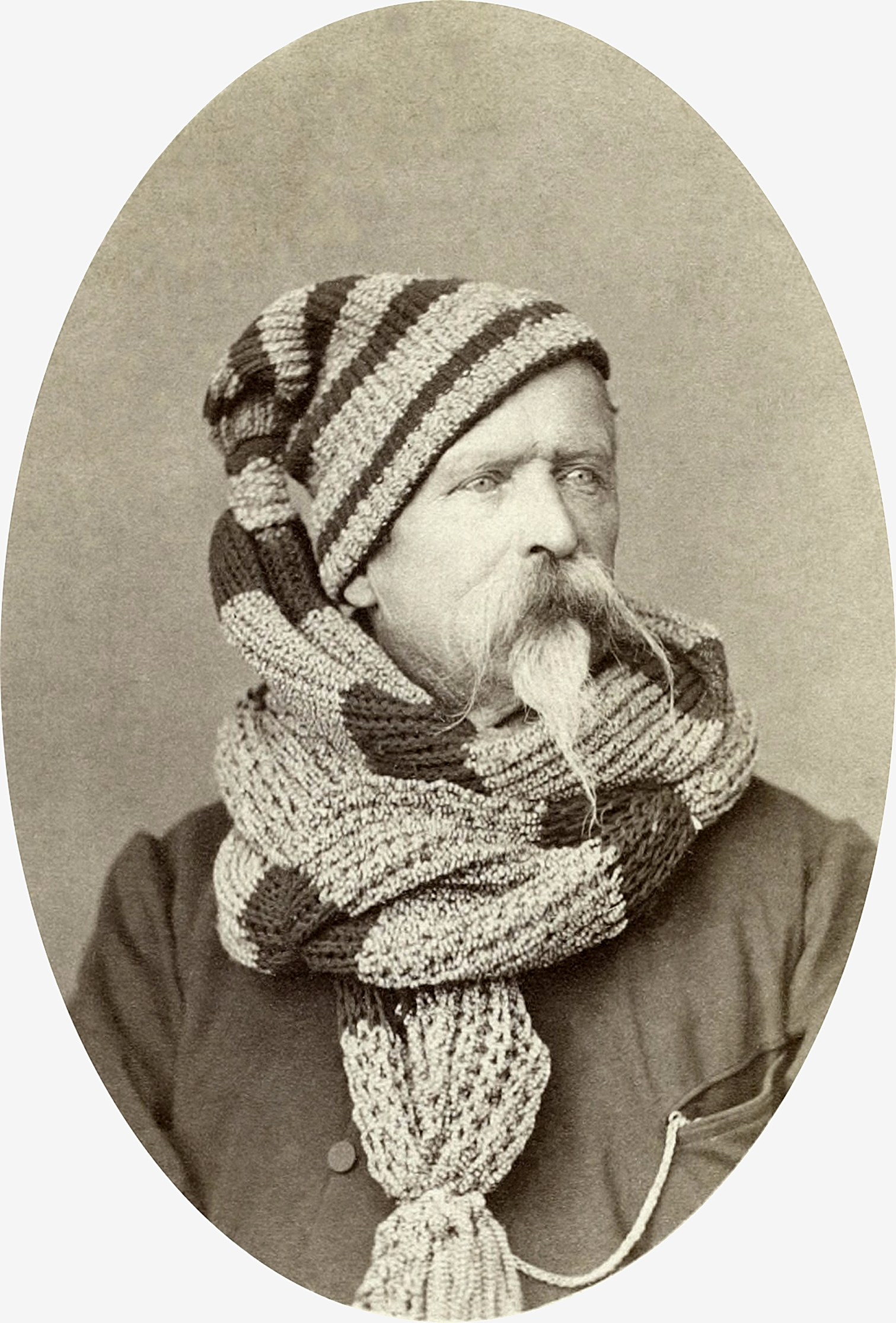
Charles-Marie-Étienne Champion Dubois de Nansouty
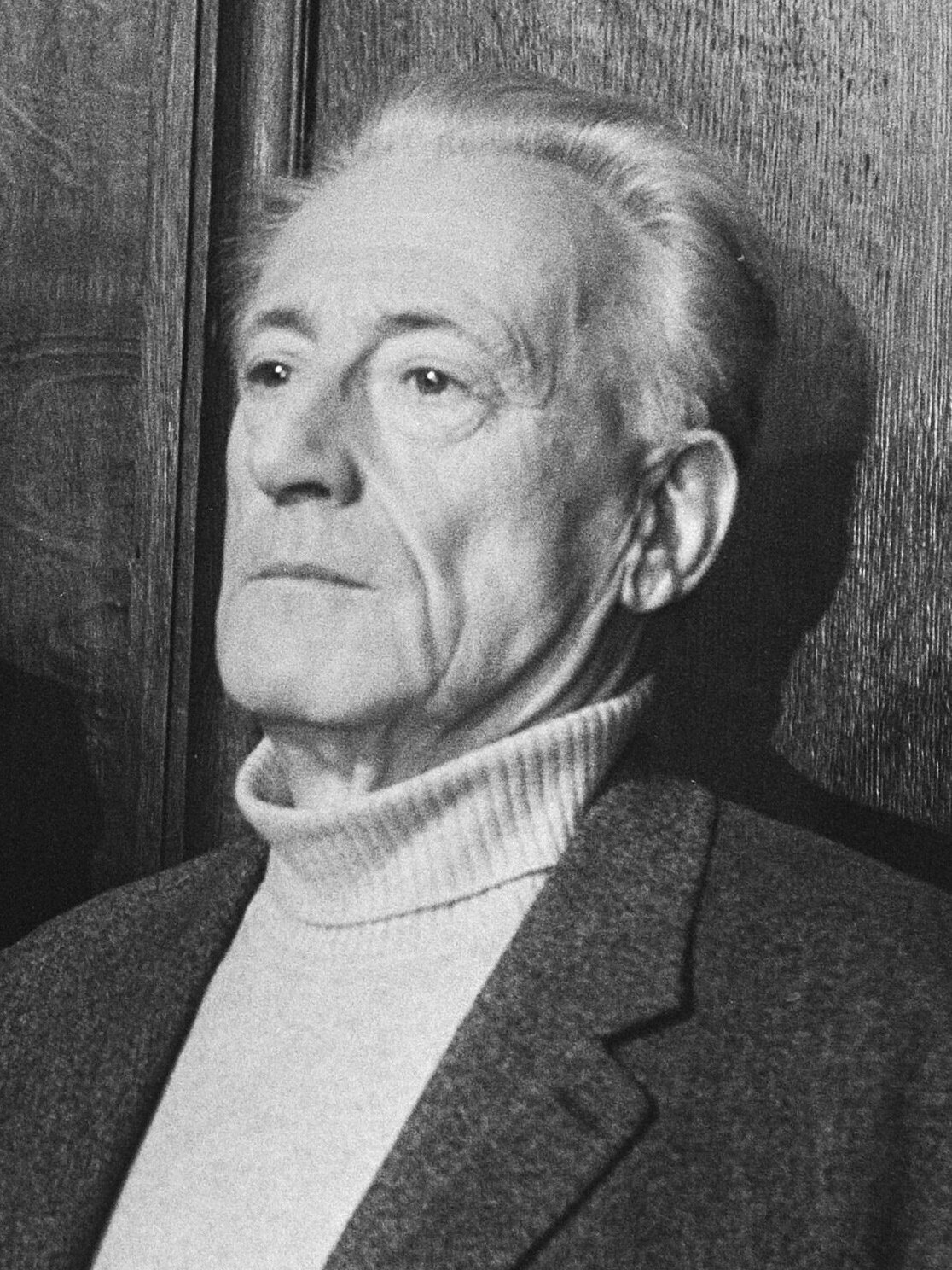
Henri Lefebvre
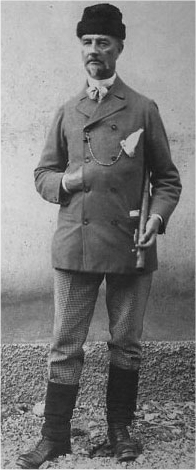
Henry Russell
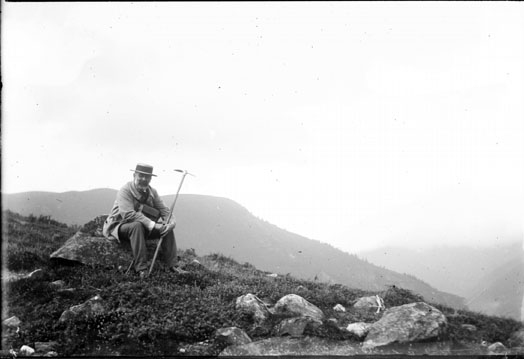
Eugène Trutat
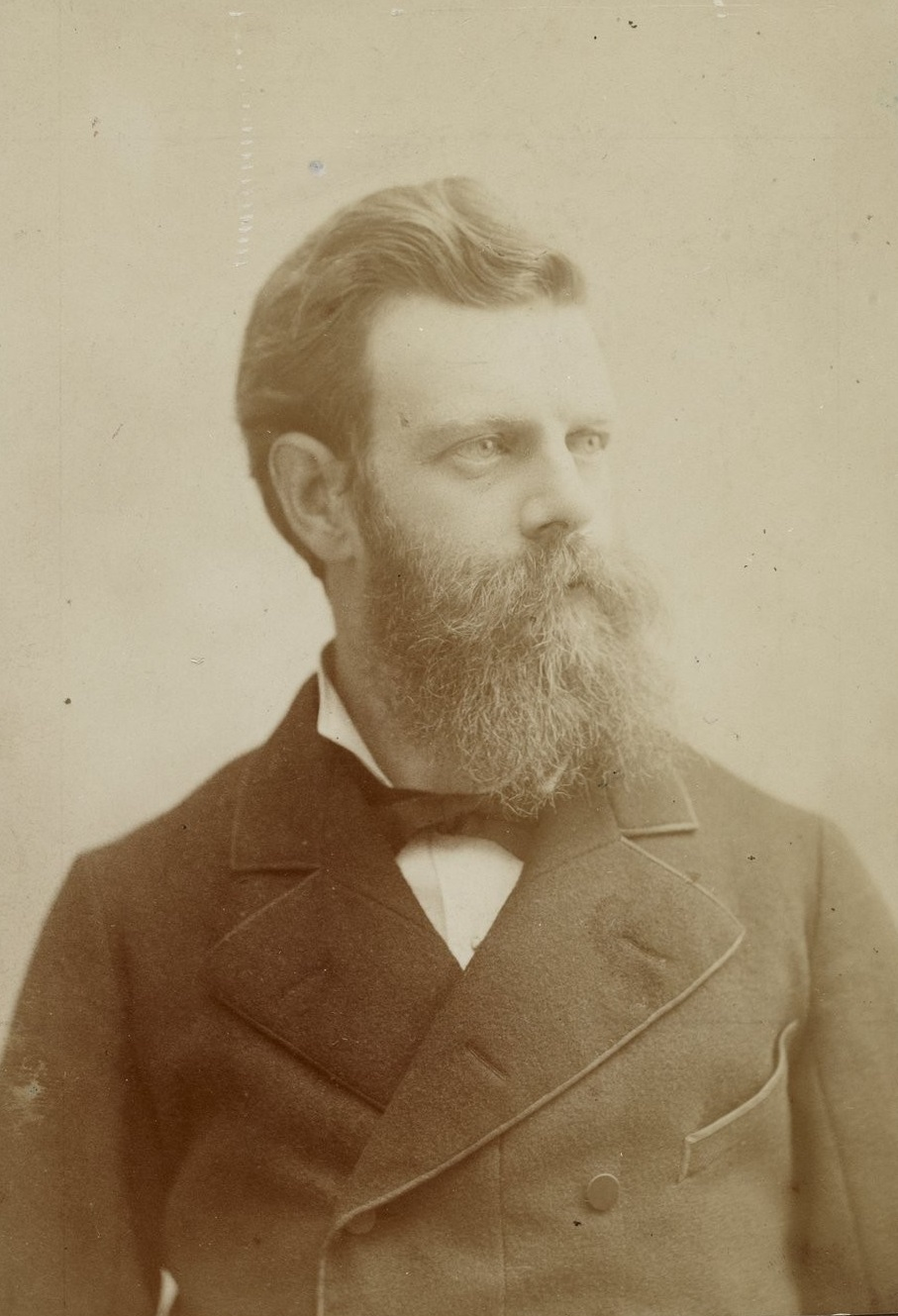
Franz Schrader